# Virginia Slims of Indianapolis 1983
Virginia Slims of Indianapolis 1983 — жіночий тенісний турнір, що проходив на закритих кортах з килимовим покриттям в Індіанаполісі (США). Належав до Ginny Tournament Circuit в рамках Світової чемпіонської серії Вірджинії Слімс 1983. Відбувсь утретє і тривав з 7 до 14 лютого 1983 року. Енн Гоббс здобула титул в одиночному розряді.

## Фінальна частина

### Одиночний розряд
Енн Гоббс —  Джинні Перді 6–4, 6–7, 6–4
- Для Гоббс це був 1-й титул за рік і 2-й - за кар'єру.

### Парний розряд
Лі Антонопліс /  Барбара Джордан —  Розалін Феербенк /  Кенді Рейнолдс 5–7, 6–4, 7–5
- Для Антонопліс це був єдиний титул за сезон і 1-й — за кар'єру. Для Джордан це був 1-й титул за рік і 7-й — за кар'єру.

## Нотатки
1. ↑  Ginny Tournament Circuit 1983 складався з восьми турнірів з призовим фондом 50 тис. доларів кожен, що проходили від лютого до вересня, і завершального листопадового турніру Ginny Championships з призовим фондом 100 тис. доларів. Усі турніри відбулись у (США).[1]